# Blauwe texelaar

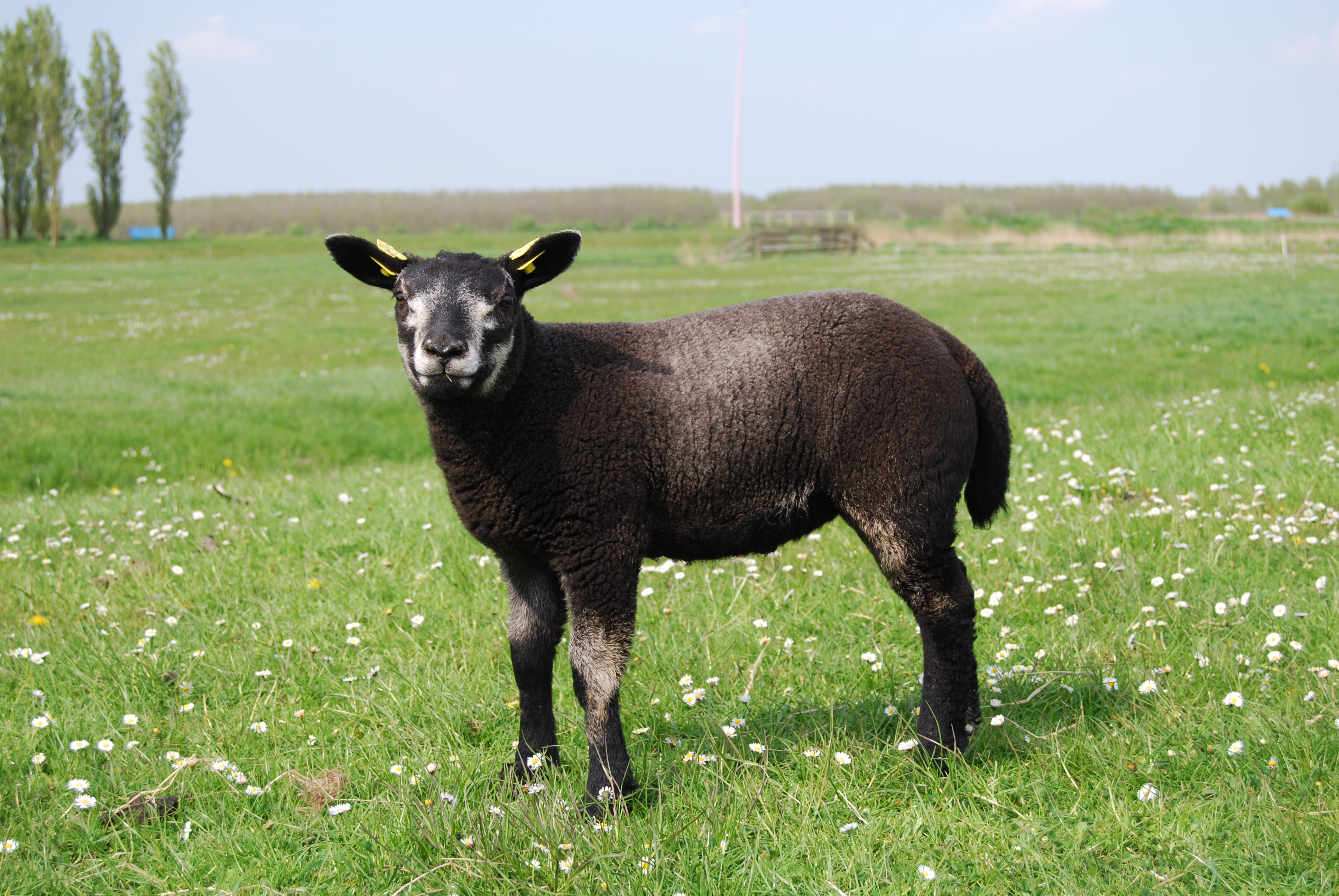
Blauwe texelaar lam

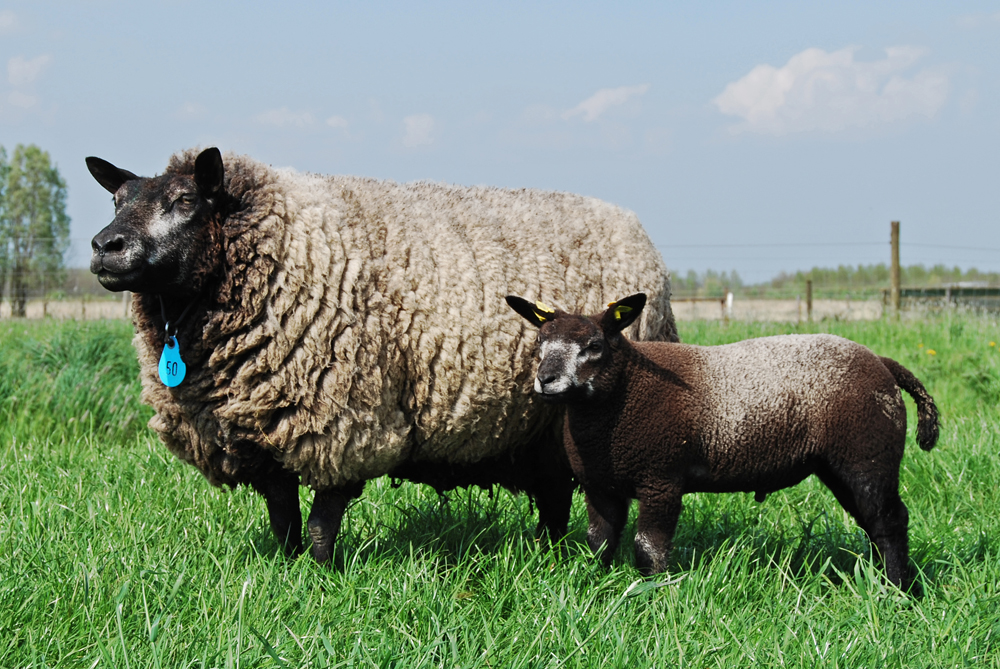
Blauwe texelaar ooi met haar lam

De blauwe texelaar is een schapenras dat is voortgekomen uit de witte texelaar.
Rond 1968 ontdekte een schapenfokker in Friesland dat een ooi van een van zijn witte texelaars een bijzonder lam had geworpen. Twee lammeren waren wit, maar een derde, een ramlam, had een blauwgrijze kleur. Hij ging verder fokken met dit ramlam.
Toen de boer het ramlam dekrijp vond, liet hij een aantal witte texelaar ooien dekken door de ram. Het jaar erop werden er meer blauwe texelaars geboren. Na een zoektocht vond hij bij een andere boer ook een blauw ramlam. Die liet hij de ooien dekken in het kader van bloedverversing. Zo lukte het hem zijn groep blauwe dieren langzaam uit te breiden, tot hij in 1977 twee rammen en acht volwassen ooien had. Hij verkocht zijn blauwe schapen. Zes dieren gingen naar een fokker in de buurt, de andere 4 naar een fokker in Utrecht. Daarna groeide het aantal blauwe texelaars langzaam maar zeker in Nederland. 